# La Grande-Résie
La Grande-Résie è un comune francese di 90 abitanti situato nel dipartimento dell'Alta Saona nella regione della Borgogna-Franca Contea.

## Società

### Evoluzione demografica
Abitanti censiti